# Wilhelm Heinrich Bethmann
Wilhelm Heinrich Bethmann (auch: Wilhelm Heinrich Bäthmann und Wilhelm Heinrich Baethmann; * 30. April 1745 in Goslar; † 27. Dezember 1802 in Hannover) war ein deutscher Orgelbauer.

## Leben
Wilhelm Heinrich Bethmann war der Schwiegersohn von Christian Vater dem Jüngeren, einem Sohn des Orgelbauers Christian Vater.
Laut den Adressbüchern der Stadt Hannover lässt sich eine Firma gleichen Namens für mehr als drei Jahrzehnte als einziger Orgelbauerbetrieb Hannovers beziehungsweise von Linden in den Jahren von 1798 bis 1833 nachweisen.
Für einen ähnlichen Zeitraum wird – ebenfalls zur Zeit des Kurfürstentums Hannover – das Wirken von Bethmanns Sohn „[...] Christian Bethmann (Hannover-Linden), 1783–1833“ angegeben.
Ein Schüler von Wilhelm Heinrich Baethmann war der Orgelbauer Ernst Wilhelm Meyer.
Im Todesjahr Bethmanns verzeichnete das Hannoversche Address-Buch auf das Jahr 1802 den Sitz des Orgelbauers in der Beckerstraße der Calenberger Neustadt.

## Bekannte Arbeiten
Die Arbeiten von Wilhelm Heinrich Baethmann beschränkten sich hauptsächlich auf Reparaturen schon vorhandener Orgeln.
- 1778: Reparatur der 1753 von Johann Andreas Zuberbier aus Hannover erbauten Orgel für die St.-Vitus-Kirche in Wilkenburg[2]

## Archivalien
Archivalien zu den Orgelbauern Bethmann und Baethmann finden sich beispielsweise
- im Stadtarchiv Hannover, dort auch zu drei weiteren Orgelbauern des 18. und 19. Jahrhunderts, darunter die beiden namens Vater.[4]